# Die Moskauer Prozesse
Die Moskauer Prozesse ist ein Film aus dem Jahr 2014. Der Schweizer Milo Rau setzte in seinem Gerichtsdrama drei russische Strafverfahren gegen Kuratoren und Künstlerinnen filmisch um.

## Inhalt (Zusammenfassung)
Milo Raus Die Moskauer Prozesse behandelt drei russische Strafverfahren gegen Kuratoren und Künstlerinnen: Dargestellt werden die Gerichtsverhandlungen gegen die Ausstellungen Achtung! Religion!, die religiöse Symbole verfremdete, und Vorsicht Kunst mit beispielsweise der Darstellung eines gekreuzigten Lenins, sowie der Prozess im Rahmen des sogenannten Punk-Gebetes gegen die Pussy Riot Aktivistinnen Marija Wladimirowna Aljochina, Jekaterina Samuzewitsch und Nadeschda Tolokonnikowa thematisiert.
Als Richterin fungiert die Kinokritikerin Olga Schakin, die Verteidigung der Künstler bilden die Kunstkritikerin Jekatarina Degot und die Juristin Anna Stavitzkaja, die auch in den Prozessen um Achtung! Religion und Verbotene Kunst die Verteidigung vertrat. Die Staatsanwaltschaft vertritt Maxim Schewschenko, ein in Russland bekannter Fernsehjournalist, zusammen mit dem regierungskritischen Juristen Maxim Krupski, einem Vertreter des Menschenrechtszentrums Memorial, der als einziger der Darsteller nicht seine persönliche Meinung vertrat. Die Prozesse beginnen jeweils mit kurzen Statements von Künstlern oder Philosophen. So betont Dimitri Gutow die Außergewöhnlichkeit der Veranstaltung: Hier kämen harsch verfeindete Kontrahenten zusammen. Der Philosoph Michail Kusmitsch Ryklin erwähnt in Russland eine regelrechte Hasskampagne gegen die gefährliche moderne Kunst. Kern der Darstellung sind die Kreuzverhöre von geladenen Zeugen durch Verteidigung und Staatsanwaltschaft. Drei der Schöffen halten die Künstler für schuldig des „Schürens von religiösem Hass“, drei für unschuldig, einer enthielt sich der Stimme, sodass die Prozesse formal mit dem Freispruch der Künstler enden.

### Fall „Achtung! Religion“ (2003)
Die Ausstellung Achtung! Religion im Sacharow-Zentrum war der zeitgenössischen Kunst gewidmet. Am 14. Januar 2003 eröffnet, wurden vier Tage später Exponate von militanten orthodoxen Christen beschädigt oder zerstört und die Ausstellung entgegen dem Wunsch der Künstler geschlossen. Am 12. Februar 2003 forderte die Duma mit Mehrheitsbeschluss die russische Generalstaatsanwaltschaft auf, gegen die Organisatoren der Ausstellung tätig zu werden. Juri Samodurow, Der Direktor des Sacharow-Zentrums und Hauptangeklagter, verzichtete zwar auf eine Zivilklage gegen die Eindringlinge wegen des Schadens, dies hatte aber zur Folge, dass die Anwälte des Museums den Gerichtssaal nicht betreten durften. Verteidiger waren die Menschenrechtler Alexander Podrabinek, Lew Ponomarjow, Jewgeni Ichlow und Sergei Kowaljow. Samodurow und die für Ausstellungen zuständige Mitarbeiterin, Ljudmila Wassilowskaja, wurden am 28. März 2005 zu einer Geldstrafe von je 100.000 Rubeln verurteilt, eine Mitangeklagte hatte sich das Leben genommen.

### Fall „Verbotene Kunst“ (2006)
Ljudmila Wassilowskaja, Organisatorin der Ausstellung Vorsicht, Religion!, sowie Juri Samodurow und Andrei Jerofejew, wurden 2006 beziehungsweise 2010 nach Art. 282 Strafgesetzbuch der Russischen Föderation angeklagt.

### Fall „Pussy Riot“ (2010)
Jekaterina Stanislawowna Samuzewitsch vertrat ihre erst Ende Dezember 2012 begnadigten Mitstreiterinnen Marija Aljochina und Nadeschda Tolokonnikowa. Ihrerseits stellte sie klar, dass der Auftritt in der Kathedrale ein Protest gegen den „klerikalen Staat“ unter Putin, aber kein Angriff auf Gefühle von Gläubigen sein wollte.

## Hintergrund
Gedreht wurde im Sacharow-Zentrum in Moskau und die Gerichtsverhandlungen von russischen Bürgern und Bürgerinnen nachgestellt: Anwälte, ein Verfassungsrichter sowie Zeugen und Experten, die verschiedene politische Sichtweisen vertreten. Aus den Kreuzverhören, Plädoyers und Sachverständigen-Berichten werde ein verstörendes Bild des heutigen Russlands dargestellt, so auch von orthodoxen Fanatikern, die von der „Pest des Neoliberalismus“ sprechen. Der russisch-orthodoxe Priester Gleb Jakunin äußert über die Aktion von Pussy Riot, sie habe zwar auch seine Gefühle verletzt, doch „wichtiger ist, dass die frechen Frauen die unzüchtige Kopulation der russischen Staatsmacht mit der Kirche sichtbar machen“.
Dargestellt sei kein einfaches Reenactment, also nicht eine möglichst detailgetreue Schilderung von historischen Ereignissen – der Regisseur bestimmte zwar die Rahmenbedingungen, aber den Verlauf der Verhandlung überließ er seinen Protagonisten. Milo Rau erläutert zu Beginn des Films, „zu zeigen, wie die Prozesse hätten aussehen können, wenn sie tatsächlich nach den rechtsstaatlichen Grundsätzen des Landes abgelaufen wären. Wenn sie nicht dazu genutzt worden wären, staats- und kirchenkritische Stimmen einzuschüchtern.“
Der Titel des Films erinnere an die Moskauer Prozesse zwischen 1936 und 1938, Schauprozesse aus der Anfangszeit des Großen Terrors unter Stalin, mit denen er die „alte Garde“ der Bolschewiki, die noch aus der Anhängerschaft Lenins stammte, aus dem Weg räumte und damit seine Alleinherrschaft sicherte.
Die Inszenierung und Dreharbeiten fanden vom 1. bis 3. März 2013 in Moskau statt, wobei sie am 3. März 2013 von russischen Beamten und von orthodoxen Gläubigen unterbrochen wurden: „Man hat uns informiert, dass hier eine Veranstaltung zum Schutz von Pussy Riot stattfindet und dass dabei die orthodoxe Kirche kritisiert wird“ – Szenen, die den Filmauftakt bilden. Ansonsten sind in der filmischen Umsetzung die Protagonisten im Gerichtssaal zu sehen, unterbrochen von kurzen Ausschnitten von Interviews mit Zeugen der Gerichtsverhandlungen.

## Störung der Dreharbeiten im Sacharow-Zentrum
Die Dreharbeiten im Sacharow-Zentrum in Moskau wurden am 3. März 2013 mehrfach unterbrochen. Der aus der Schweiz stammende Regisseur Milo Rau musste sich gegenüber Beamten in der Uniform der russischen Einwanderungsbehörde ausweisen, und seine Visa-Papiere wurden kontrolliert. Die Juristin Anna Stavitskaja spielte in Raus Inszenierung die Rolle einer Verteidigerin; sie soll mit „ihrer professionellen Spitzfindigkeit und ihrem Verhandlungsgeschick“ dazu beigetragen haben, dass die Beamten der Einwanderungsbehörde wieder abzogen. Nach einer etwa zweistündigen Unterbrechung wurden die Arbeiten fortgesetzt, aber kurz danach stürmten einige Männer in den Saal. Die Gruppe setzte sich in die Zuschauerbänke, folgte dem Geschehen und verließ den Saal nach einigen Minuten. Vor dem Gebäude hatten sich in der Zwischenzeit mehrere Einsatzwagen der Polizei eingefunden, die aber ebenfalls wieder abzogen. Maxim Schewschenko, ein bekannt staatskonformer Fernsehjournalist und im Spielfilm Theaterexperte der Anklage, soll deeskalierend und beruhigend auf die Polizeibeamten eingewirkt haben.

## Entstehung
Auf Einladung von Milo Rau fanden sich vom 1. bis 3. März 2013 im Sacharow-Zentrum nebst den Darstellern einhundert geladene Gäste ein. Binnen drei Tagen wurden die „drei Prozesse nicht nachinszeniert, sondern neu aufgerollt, als Schau-Prozess mit offenem Ausgang.“ Als Regisseur wählte Rau die Beteiligten zwar aus, gab aber keine Texte vor oder definierte gar die Rollen und Figuren. Hingegen engagierte er sieben Schöffen, die einen Querschnitt durch die Moskauer Gesellschaft bilden sollten, vom streng orthodoxen Bienenzüchter bis zum liberalen Inhaber eines Fotostudios. Das Sacharow-Zentrum diente als nachgestellter Gerichtsraum, und die Schöffen hatten zu beurteilen, „ob die beiden Ausstellungen und der Auftritt von Pussy Riot überhaupt ins Gebiet des Strafrechts fallen, ob die Künstler es darauf angelegt haben, Gläubige zu beleidigen und was die Kunst in Russland darf.“ Die Inszenierung im Sacharow-Zentrum wurde mit Kameras zur filmischen Nachbearbeitung aufgenommen und parallel als Live-Mitschnitt den geladenen Künstlern und Journalisten gezeigt.
Seine Deutschland-Premiere feierte Raus Dokumentarfilm am 18. März 2014 im Rahmen der Lit.Cologne im Kölner Museum Ludwig, und seit 20. März 2014 wird Die Moskauer Prozesse im Verleih von RealFictionFilme in deutschen Kinos gezeigt.

## Kritiken
„Die Stimmung auf der Leinwand ist so aggressiv und hasserfüllt, dass sich das Gefühl breitmacht, dieser Film spiele nicht in unserer Gegenwart, sondern in einer Zeit, in der Nationalismus, Chauvinismus, Rassismus, Homophobie und Intoleranz zum guten gesellschaftlichen Ton gehörten. Doch was am Mittwoch im Kinosaal des Kölner Museum Ludwig zu sehen war, ist keine Geschichte aus dem 19. Jahrhundert, sondern ein bitteres Stück Zeitgeschichte … Milo Raus Film-Spiel bezieht keine Position. Er versucht, Meinungen und Stimmungen einzufangen, Positionen gegeneinander zu stellen, um sie einer breiten Öffentlichkeit zugänglich zu machen. Dass nicht immer deutlich wird, wer welche Rolle spielt – oder eben nicht spielt, ist ein Manko des Films. Dass während der Dreharbeiten die echte Staatsmacht auftaucht unter dem Vorwand, Pässe zu prüfen, zeigt einmal mehr, welch aufklärerische Rolle Kunst haben kann.“

„In teilweise scharf geführten, mitunter turbulenten Debatten, vor allem zwischen der leider überforderten Richterin und dem teuflisch guten, einschüchternd bissigen Maxim Schewschenko, wurde schnell klar, dass diese «Moskauer Prozesse» den Kern der russischen Gesellschaft betreffen: ihre offenkundig ungeklärte Identität. In grösster Deutlichkeit traten jene Konflikte zutage, die das Verhältnis von Kirche und Staat, Kunst und Religion betreffen. Wozu braucht es moderne Kunst? Sind religiöse Gefühle schützenswerter als die Gefühle von Künstlern? Sollte der Staat sich in Kunstfragen neutral verhalten? Was sind die Werte der russischen Nation? Man konnte als westlicher Beobachter mitunter den Eindruck gewinnen, einem vormodernen Grundsatzstreit beizuwohnen. Die russische Verfassung sichert zwar Rede- und Meinungsfreiheit und legt die Trennung von Staat und Kirche fest, ist aber augenscheinlich nur ein Papier ohne Gültigkeit in der Wirklichkeit … Milo Rau ist mit seinem Projekt damit etwas sehr Seltenes gelungen: Er hat zu einer Form von politischer Installationskunst gefunden, die sich freimacht von vordergründiger Pädagogik. Für ihn ist, anders als oftmals im politischen Theater, die Bühne keine moralische, sondern eine im besten Sinne intellektuelle Anstalt: Sie nimmt die Teilnehmer wie die Zuschauer als Selbstdenker ernst … Gewonnen hat dabei vornehmlich die ungemein clevere Kunst des Milo Rau. Sie ist in denkbar vielschichtiger Weise kompliziert.“

„In dieser Szene in Milo Raus Film prallen Fiktion und Wirklichkeit am deutlichsten aufeinander: Die in konservativ-religiösen Bürgerwehren organisierten Kosaken stehen tatsächlich vor der Tür und glauben, es mit einer kirchenkritischen Kunstaktion zu tun zu haben. Aber ihr Auftritt im Film ist nicht geplant, genauso wenig wie jener der russischen Migrationsbehörde, deren Mitarbeiter zuvor in den Gerichtssaal geplatzt sind und wissen wollten, ob der Schweizer, der das hier alles organisiert hat, auch die nötigen Papiere hat … Viel wichtiger als das Urteil im Film – ein knapper Freispruch – ist jedoch der Einblick in die russische Gesellschaft und ihr Verhältnis zu Religion und Autorität, den Rau gewährt. Eine Gesellschaft, die nicht nur zu drei Vierteln russisch-orthodox ist, sondern ein schweres Trauma mit sich trägt, seit in der Sowjetzeit alles Religiöse verboten war und eine Zensurbehörde „antisowjetische Propaganda“, auch in der Kunst, eliminierte – und sich nun trotzdem oder gerade deshalb auf der Suche nach Autorität der Kirche zuwendet.“

„Der Schweizer Theatermacher Milo Rau hat eine faszinierende Form gefunden, den »russischen Diskurs« in konzentrierter Form sichtbar zu machen. […] Interessanterweise beruft sich in Raus Film keiner der Akteure auf die Freiheit der Kunst. Vielmehr geht es den Kunstbefürwortern darum zu zeigen, dass ihre Intentionen »harmlos« gewesen seien. Eine seltsam zahnlose Argumentation gegen die Riege von mehr oder weniger charismatischen »Experten«, die im Pussy-Riot-Auftritt die Gefahr eines »Liberal-Faschismus« wittern oder haarsträubende Vergleiche zu Stalins Antireligionspolitik ziehen. So krude sind die Argumentationen – und dabei anscheinend so wirkungsmächtig (was nicht zuletzt der Trupp selbst ernannter Kosaken zeigt, der zwischendurch zum Schutz des Vaterlands den Saal stürmen will) – man muss diesen Film sehen, um es für möglich zu halten.“